# Attaque au couteau à Annecy
Le texte peut changer fréquemment, n’est peut-être pas à jour et peut manquer de recul. 
Le titre et la description de l'acte concerné reposent sur la qualification juridique retenue lors de la rédaction de l'article et peuvent évoluer en même temps que celle-ci.
L'attaque au couteau à Annecy est une agression par arme blanche qui s'est produite le 8 juin 2023 à Annecy (Haute-Savoie) en France. Un individu a  poignardé six personnes — dont quatre enfants en bas âge —  au sein et autour d'une aire de jeux. Elle a eu un important retentissement en France du fait de l'âge des victimes et de la nationalité de l'agresseur.

## Déroulement
Le 8 juin 2023, vers 9 h 45, six personnes sont attaquées au couteau par un homme au niveau d'une aire de jeux sur l'espace récréatif du Pâquier à Annecy à proximité du lac d'Annecy. L’homme commence par s’en prendre à des bébés avant l’intervention salutaire d’un jeune homme de passage, Henri d’Anselme, qui s’interpose et éloigne l’assaillant à coups de sac à dos. Ce dernier s’en prend par la suite à deux adultes, toujours poursuivi par Henri, avant l’arrivée des forces de police.
Le pronostic vital est engagé pour deux enfants en bas âge et un adulte.

## Organisation des secours
Très rapidement, une patrouille de policiers à moto arrive sur place et interpelle le suspect, en faisant usage de leur arme à feu.
Un COD (Centre opérationnel départemental) est mis en place, la préfecture détaille le dispositif de secours avec l’intervention de nombreux policiers, personnels du SAMU, hélicoptère du SAMU, sapeurs-pompiers, gendarmes et militaires du dispositif Sentinelle.
On dénombre 6 blessés dont 5 graves :
- Un enfant néerlandais de 22 mois, héliporté en état « d’urgence absolue » à l’Hôpital universitaire de Genève. Son état est jugé rassurant dès le soir de l’attaque.
- Deux enfants français de 2 ans, cousins, en état d’urgence absolue, stabilisés à l’hôpital d’Annecy puis héliportés au CHU de Grenoble. Leur pronostic vital sera engagé jusqu’au lendemain, où leurs états de santé s’améliorent.
- Une enfant britannique de 3 ans, héliportée en état d’urgence absolue au CHU de Grenoble, avec pronostic vital engagé. Son état est jugé rassurant dès le lendemain.
- Un homme de 70 ans est grièvement blessé par arme blanche puis par arme à feu lors des tirs des policiers. Il est hospitalisé en état d'urgence absolue à l’hôpital d’Annecy.
- Enfin un homme de 78 ans et de nationalité turque est légèrement blessé au bras par arme blanche et soigné à l’hôpital d’Annecy, d’où il sort le soir même[3],[4],[5],[6].

En juillet 2023, toutes les victimes sont hors de danger et sorties de l'hôpital. Une prise en charge psychologique a été mise en place pour elles et les témoins de l'agression.

## Identité de l'assaillant
Abdelmasih Hannoun est un réfugié syrien né en 1991,. Il est marié et père d'un enfant de trois ans. Il se déclare chrétien,. Il serait originaire d’Hassaké, une ville du nord-est de la Syrie, où sont implantées diverses communautés chrétiennes.
Entre juin 2011 et décembre 2012, il prend part à la guerre civile syrienne dans les rangs des forces armées syriennes de Bachar el-Assad, avec le grade de sergent. Après son arrestation, il affirme avoir été « forcé » de rejoindre l'armée syrienne, mais admet avoir participé à des arrestations et à des combats. Il déserte pour partir en Turquie, où il rencontre sa future épouse, syrienne comme lui. Le couple serait parti pour la Suède en 2013.
En novembre 2013, il obtient le statut de réfugié en Suède. En 2022, sa demande pour obtenir la nationalité suédoise est rejetée en raison de son passé dans l'armée syrienne. 
Il est entré en France où il a déposé une demande d'asile le 28 novembre 2022, selon la police. 
Selon Gérald Darmanin, il avait reçu quatre jours avant l'attaque la notification « qu’il ne pouvait pas avoir l’asile en France » car il l'avait déjà dans trois pays : la Suède, l'Italie et la Suisse,. 
Pendant son séjour en France, Abdelmasih Hannoun semble avoir été sans domicile fixe. 
Quatre jours avant l'attaque il avait fait l'objet d'un contrôle de police car « il se lavait dans le lac d'Annecy ».
À l'issue de sa garde à vue, Abdelmasih Hannoun est mis en examen pour « tentatives d’assassinat » et « rébellion avec arme » et placé en détention provisoire au centre pénitentiaire d'Aiton le 10 juin. 
Le lendemain, il est placé dans une cellule anti-suicide de l'établissement et le surlendemain il est transféré à l’unité hospitalière spécialement aménagée de l'hôpital psychiatrique du Vinatier à Bron,. Six semaines plus tard, il est toujours interné en hôpital psychiatrique.

## Réactions de témoins
À l'aide d'un sac à dos, un homme arrive à occuper longuement Abdelmasih Hannoun lorsqu'il souhaite s'en prendre à plusieurs personnes. Surnommé dans un premier temps le « héros au sac à dos », il est identifié comme Henri d'Anselme, un Français âgé de 24 ans de passage à Annecy dans le cadre d'un tour de France des cathédrales (pèlerinage), raison pour laquelle il était muni de plusieurs sacs. De plus, la grand-mère  des enfants tente de s'interposer lorsque l'agresseur se dirige vers un landau et deux agents de la ville tentent de le neutraliser alors qu'un homme de 19 ans travaillant comme loueur de pédalos non loin de la scène participe à faire fuir l'assaillant,,. De son côté, un homme de 70 ans, de nationalité portugaise, prénommé Manuel, a foncé sur l'assaillant pour le neutraliser. Il a reçu une blessure au couteau et été malencontreusement blessé par balle lorsque la police a tiré sur l'attaquant, car il était la personne qui s'en trouvait le plus proche. Il ne fait pas partie des personnes louées ou nommées pour la Légion d'honneur par les autorités. 

### Distinctions
Henri d’Anselme, Yassim Bounemoura et Georges Guerdner qui sont intervenus lors du drame ont été distingués lors de la promotion de la Légion d’honneur du 14 juillet 2023. 
Maryline, une assistante maternelle à Annecy et gendarme réserviste, est décorée le 16 février 2024 pour avoir sauvé deux enfants lors de l'attaque au couteau. Elle a reçu la médaille de la Gendarmerie nationale avec étoile de bronze,.

## Prises de position par l'extrême droite
Du fait de la nationalité syrienne d'Abdelmasih Hannoun, l'extrême droite s'est emparée du sujet dans le débat public. Le RN accuse la politique migratoire du gouvernement d'être à l'origine de l'attaque, et demande une révision du droit d'asile. De son côté, Eric Zemmour dénonce un « francocide », provoquant une réaction du Haut-Commissaire de l'ONU aux réfugiés et déclare qu'il faut éviter les généralisations,. 
L'extrême droite radicale a également organisé plusieurs rassemblements. Quelques heures après l'attaque, sur les lieux des faits, une quarantaine de militants d'extrême droite se sont rassemblés en chantant la Marseillaise malgré un décret d'interdiction de la préfecture,. Des manifestations sporadiques d'ultradroite ont lieu le 11 juin, jour du rassemblement en hommage aux victimes, et sont dénoncées par le vice-président du RN à l'Assemblée Nationale Sébastien Chenu. Il rappelle à cette occasion la demande de députés RN de dissoudre les groupuscules d'extrême droite et d'extrême gauche, et regrette l'absence de réponse du gouvernement. À Albi, 3 membres du groupuscule Patria Albiges sont arrêtés pour avoir accroché des affiches liant immigration et attaques au couteau sur le grillage d'un parc.
Des dégradations racistes sont également commises à plusieurs endroits en France, notamment sur le local du PCF dans le 12e arrondissement de Paris ou sur un pont d'autoroute à la sortie d'Annecy,. La permanence du député LFI de Gironde Loïc Prudhomme est également taguée du slogan « Vos migrants, nos morts » par le groupuscule Nation Révoltée et reçoit le soutien de Jean-Luc Mélenchon et du préfet de la Gironde,. La mosquée de Talence est également vandalisée la même nuit. La presse locale fait le lien avec différentes dégradations ayant eu lieu les mois précédents à Bordeaux, visant entre autres les locaux d'Hébergeurs Solidaires, de SOS Racisme, du Planning Familial, ou encore la permanence de Loïc Prudhomme déjà ciblée auparavant.